# Erivanski
Erivanski (en rus Эриванский) és un khútor del krai de Krasnodar, a Rússia. És a la zona septentrional del Caucas occidental, a 8 km al sud-oest d'Abinsk i a 70 km al sud-oest de Krasnodar. Pertany al poble de Svetlogórskoie.